# Campigneulles-les-Grandes
Campigneulles-les-Grandes település Franciaországban, Pas-de-Calais megyében. Lakosainak száma 289 fő (2022. január 1.). Campigneulles-les-Grandes Sorrus, Wailly-Beaucamp, Airon-Notre-Dame, Airon-Saint-Vaast és Campigneulles-les-Petites községekkel határos.

## Népesség
A település népességének változása:
| Lakosok száma | 314  | 294  | 310  | 299  | 294  | 289  | 284  | 281  | 289  |
|               | 2013 | 2015 | 2016 | 2017 | 2018 | 2019 | 2020 | 2021 | 2022 |